# Geoffrey Fisher

Geoffrey Fisher

Geoffrey Francis Fisher, Baron Fisher of Lambeth GCVO, PC (* 5. Mai 1887 in Nuneaton, Warwickshire; † 15. September 1972 in Sherborne, Dorset) war von 1945 bis 1961 Erzbischof von Canterbury und Primas der Church of England.

## Herkunft
Fisher wuchs in einem anglikanischen Elternhaus auf und studierte am Marlborough und am Exeter College. 1913 war er Assistent im Marlborough College, als er beschloss, sich zum Priester ordinieren zu lassen. Zu dieser Zeit hatten die öffentlichen Schulen in England enge Beziehungen zu der Kirche von England, und es war nicht ungewöhnlich, dass die Schulleiter Priester waren.
1914 wurde Fisher Direktor der Repton School als Nachfolger William Temples, der später ebenfalls Erzbischof von Canterbury wurde. Temple war nicht sehr erfolgreich in seinem Amt als Schulleiter und Fisher musste die allgemeine Disziplin der Schule wiederherstellen. Der Kinderbuchautor Roald Dahl war zu dieser Zeit Schüler in Repton und beschrieb Fishers Amtszeit in seiner Autobiographie.
1932 wurde er zum Bischof von Chester und 1939 zum Bischof von London ernannt.

## Ernennung zum Erzbischof von Canterbury
1942 trat der Erzbischof von Canterbury Cosmo Lang zurück und wurde durch William Temple abgelöst. Dieser starb jedoch bereits am 26. Oktober 1944. Einige vertraten die Auffassung, dass die beste Wahl jetzt George Bell, der Bischof von Chichester, wäre, allerdings war es dann Fisher, der ernannt wurde.
Die Ernennung der Bischöfe in der Kirche von England liegt letztlich in den Händen des Premierministers. Winston Churchill hatte schon William Temple nur bestätigt, weil der eine herausragende Persönlichkeit war, dessen Ernennung niemand hätte ernsthaft ausschließen können. Dieses Mal jedoch war die Lage weniger eindeutig. Es wurde allgemein davon ausgegangen, dass Bischof Bell wegen seiner Kritik in der Oberhaus-Debatte zur Bombardierungsstrategie der Regierung nicht ernannt wurde. Zwar ist es wahrscheinlich, dass dieses seine Chance erheblich reduzierte, aber William Temple hatte offenbar Fisher als seinen Nachfolger vorgeschlagen. Der wurde am 2. Januar 1945 ernannt und am 19. April 1945 feierlich in sein Amt eingeführt.

## Erzbischof von Canterbury
Fisher bemühte sich erfolgreich, das kanonische Recht der Kirche von England zu überarbeiten. Die kanonischen Richtlinien von 1603 waren zu diesem Zeitpunkt noch in Kraft, obwohl sie weitgehend veraltet waren.
Er traute am 20. November 1947 in der Westminster Abbey die damalige Kronprinzessin Elisabeth mit Philip Mountbatten, Duke of Edinburgh. Weltbekannt wurde er durch die TV-Übertragung der Krönung von Elisabeth II. vom 2. Juni 1953, welche er leitete.
1960 besuchte er in Rom Papst Johannes XXIII., das erste Treffen zwischen dem Erzbischof von Canterbury und einem Papst seit der Reformation und ein ökumenischer Meilenstein.
Fisher war ein engagierter Freimaurer, wie viele Bischöfe der Kirche von England seiner Zeit. Fisher selbst stieg als ein „Grand Kaplan“ in der Vereinigten Großloge von England in einem sehr hohen  maurerischen Grad auf.

## Nachfolger
Fisher trat 1961 in den Ruhestand. Er erklärte dem Premierminister Harold Macmillan, dass er seinen ehemaligen Schüler in Repton Arthur Michael Ramsey nicht für den geeigneten Nachfolger halte. Pfarrer Victor Stock erinnerte sich später an das Gespräch mit dem Premierminister: Fisher sagte,
„Ich bin gekommen, um Ihnen einige Ratschläge über meinen Nachfolger zu geben. Wie auch immer Sie sich entscheiden, unter keinen Umständen darf es Michael Ramsey, der Erzbischof von York werden. Dr. Ramsey ist Theologe, Wissenschaftler und ein Mann des Gebetes. Deshalb ist er völlig ungeeignet zum Erzbischof von Canterbury. Ich kenne ihn mein ganzes Leben. Ich war sein Schulmeister in Repton.“
Macmillan antwortete:
„Vielen Dank, Eure Gnaden, für Ihre freundliche Beratung. Sie waren Ramseys Schulleiter, aber Sie waren nicht meiner!“
Dementsprechend missachtete Macmillan die Wünsche Fishers und ernannte Ramsey, den manche für den größten Erzbischof von Canterbury des 20. Jahrhunderts halten.

## Titel und Auszeichnungen
Am 27. Oktober 1939 wurde Fisher zum Privy Counsellor berufen. Von 1948 bis 1954 war er einer der Präsidenten des Ökumenischen Rats der Kirchen. 1949 bekam er als Auszeichnung von König Georg VI. die Royal Victorian Chain. 1953 wurde er als Knight Grand Cross zum Royal Victorian Order investitiert.
Am 31. Mai 1961 trat er altershalber zurück und wurde am 2. Juni 1961 (dem achten Krönungsjahrestag) von Königin Elisabeth II. zum Baron Fisher of Lambeth, of Lambeth in the County of London, als einer der ersten Life Peers nach dem Life Peerages Act 1958 ernannt.
Er wurde in der Gruft der Andreaskirche, Trent, Dorset, beigesetzt. Seine Frau ist ebenfalls dort begraben.

## Familie
Er war seit dem 12. April 1917 mit Rosamond Chevallier Forman (1890–1986) verheiratet, Tochter des Reverend Arthur Francis Emilius Forman. Sie hatten sechs Söhne, darunter:
Hon. Sir Henry Arthur Pears Fisher (* 20. Januar 1918, † 10. April 2005).